# Wistaston
Wistaston is een civil parish in het bestuurlijke gebied Cheshire East, in het Engelse graafschap Cheshire met 8117 inwoners.